# Fender Esquire
Pour les articles homonymes, voir Esquire.
L'Esquire est une guitare électrique produite par Fender qui est commercialisée de 1950 à 1969, puis rééditée en 1986. C'est la première guitare électrique à corps plein à être commercialisée, et qui est encore fabriquée aujourd'hui. Elle est l'ancêtre de la Telecaster.

## Le prototype
À la fin des années 1940, Leo Fender, initialement réparateur et fabricant de postes radio et d'amplificateurs pour la sonorisation, se met en tête de produire des instruments amplifiés dont la demande augmente, pour la musique country notamment. Il réfléchit donc avec son associé Georges Fullerton, au développement d'une guitare à corps plein dont l'usage se ferait exclusivement avec une amplification.
Le premier prototype de l'Esquire est terminé en 1949. Il présente déjà une grande partie des caractéristiques du modèle de série, avec un manche en érable d'une pièce vissé au corps par quatre vis, un corps plein (en pin, contrairement à la version commercialisée, réalisée en frêne), et un micro single coil fixé en biais sur le chevalet cordier, associé à deux potentiomètres, un pour le volume et l'autre pour la tonalité, posés sur une plaque métallique rectangulaire et dénuée de sélecteur. Le manche comporte une tête traditionnelle symétrique avec trois mécaniques par côté, et la plaque de protection (« pickguard ») est de dimensions réduites.
Dès le second prototype, le manche est modifié. De section plus étroite, il est toujours dépourvu de tige de renfort (truss rod) mais la tête de manche prend la forme de l'actuelle Telecaster dotée de six mécaniques en ligne. Le pickguard est identique au premier prototype et la plaque chromée recevant les potentiomètres est placée à l'extrémité du corps. À quelques détails près, le second prototype est proche du modèle définitif.

Plaques de contrôle des prototypes Esquire
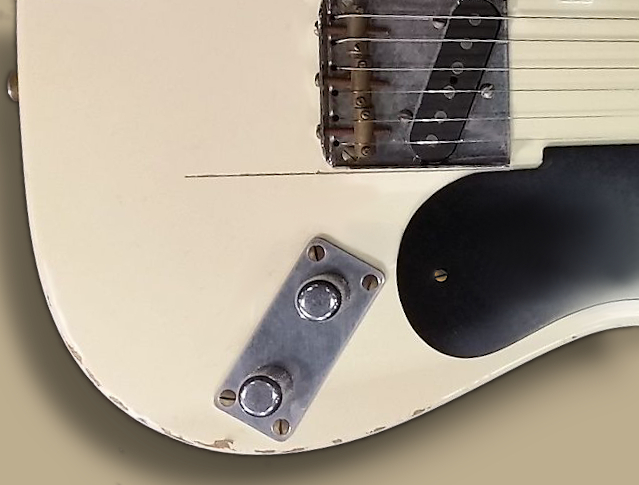
Premier prototype.
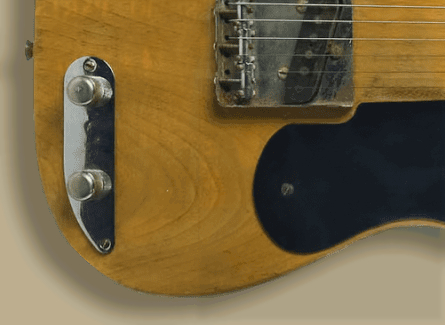
Deuxième prototype.

## Première série
À la suite des dernières modifications apportées aux prototypes, une première série d'environ 50 exemplaires est commercialisée au début de l'année 1950. Ces dernières modifications concernent notamment un nouveau pickguard redessiné, une plaque de commande, parallèle aux cordes, recevant un petit inverseur ainsi qu'un cache micro-chevalet chromé. Les premiers exemplaires sortent de l'usine avec une caisse usinée dans du pin recouvert d'une peinture noire opaque. Cette finition est rapidement abandonnée pour être remplacé par un vernis blond laissant apparaître un corps en frêne des marais. Pour résumer, cette guitare, qui vient de naître alors que le rock'n'roll n'a pas encore poussé son premier cri, est identique à la Telecaster à un micro près.

## Évolutions
Quelques défauts de jeunesse dont l'absence de truss rod, barre de métal traversant le manche pour éviter sa déformation, firent stopper la vente de l'Esquire[réf. nécessaire] qui laissa la place à la « Broadcaster » à deux micros, rapidement équipée d'un truss rod. En 1951, l'Esquire fut réintroduite, comme version économique, avec toujours un seul micro. Cependant, les Esquire de ces séries peuvent être modifiées en ajoutant un micro près du manche, ce qui les fait d'autant plus ressembler aux Telecaster. En effet, les découpes du corps étaient identiques à celles de la Telecaster[réf. nécessaire], pouvant donc loger un deuxième micro, et ce modèle recevait le sélecteur à trois positions permettant d'avoir au choix, et pour l'unique micro disponible :
- une coupure d'aigus
- le contrôle de la tonalité par le potentiomètre dédié
- le bypass de la tonalité, plutôt réservé au jeu solo

Ce modèle perdurera jusqu'en 1969, sans modification majeure, hormis les variations de coloris.
Depuis 1986, périodiquement, la marque Fender propose des rééditions de l'Esquire, (fabriquées au Japon pour les plus communes, et aux États-Unis pour les modèles haut de gamme), et, comme pour les autres modèles anciens, s'efforçant d'être aussi proche que possible des spécifications d'origine.
L'Esquire est une guitare généralement considérée comme simple sans fioritures. Pour autant, si le guitariste sait jouer avec les potentiomètres, et est muni d'un bon amplificateur, cette guitare se révèle assez polyvalente.
L'Esquire est utilisée par de grands guitaristes, à l'instar de BB King à ses débuts, Jimmy Page, Syd Barrett, Steve Cropper, Bruce Springsteen, Luther Perkins, Billy Gibbons, Jeff Beck, David Gilmour (avec son célèbre modèle « The Workmate ») et Seymour Duncan.